# مارتن 2-0-2
مارتن 2-0-2 (بالإنجليزية: Martin 2-0-2)‏ هي طائرة رحلات جوية أنتجت في 1947 بالولايات المتحدة. من صناعة شركة جلين إل مارتن. كانت تستخدم بشكل أساسي من قبل خطوط نورث ويست الجوية. كان أول طيران لها في 22 نوفمبر 1946 . دخلت الخدمة في أغسطس، 1947، انتهت خدمتها في في حوالي عام 1975. صنع منها 47 طائرة. كان مارتن 2-0-2 واحدة من أولى الطائرات الحديثة. وقد تم تصميم الطائرة مكبس بمحركين وبناها L. مارتن جلين الشركة.

## المستخدمون
- خطوط نورث ويست الجوية
- خطوط لان الجوية
- خطوط عبر العالم الجوية